# Philipp Florinus von Pfalz-Sulzbach

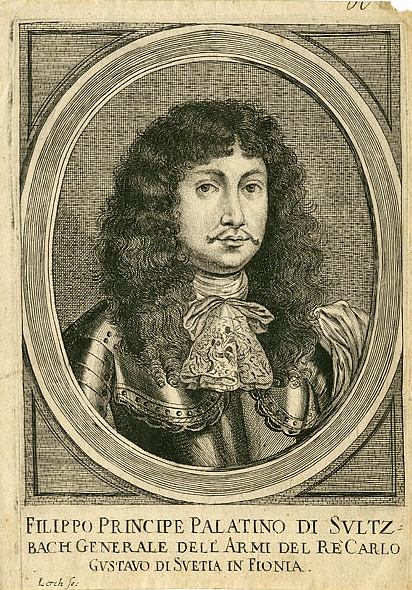
Philipp Florinus von Pfalz-Sulzbach (1630–1703)

Philipp Florinus von Pfalz-Sulzbach oder Philippus Florinus (* 20. Januar 1630 in Sulzbach; † 4. April 1703 in Nürnberg) war Pfalzgraf von der Pfalz und Kaiserlicher Generalfeldmarschall.

## Leben
Philipp von Pfalz-Sulzbach war der jüngste Sohn von August von Pfalz-Sulzbach (1582–1632) aus dessen Ehe mit Hedwig (1603–1657), Tochter des Herzogs Johann Adolf von Schleswig-Holstein-Gottorf.
Er begann seine Karriere in der lothringischen Armee und kam dann zu den Schweden. Dort kämpfte er unter Karl X. Gustav in Preußen. 1659 verlor er katastrophal die Schlacht von Nyborg auf Fünen gegen die Dänen und ihre Verbündeten. Er musste sich durch nächtliche Flucht retten. Nach dem Tod des Schwedischen Königs, ging er nach Venedig und kämpfte in ihrem Auftrag gegen die Türken, nach internen Machtkämpfen verließ er 1662 Venedig und begab sich in kaiserliche Dienste. So war er 1664 als Feldmarschall und Oberbefehlshaber der kaiserlichen Kavallerie in der Schlacht bei Mogersdorf erfolgreich. Er war danach in französischen und auch schwedischen Diensten und zum Schluss in der bayerischen Armee.
Die Geschichtsforschung ging teilweise davon aus, dass es sich bei Philipp Florinus von Pfalz-Sulzbach (als „Philipp von Sulzbach“) um die Person des Geistlichen und Autors Franz Philipp Florinus handelt. Inzwischen gilt dies als widerlegt.